# Vysoká brána
Vysoká brána patří k historickým dominantám královského města Rakovníka. Nachází se na severním okraji historické části města a tvořila spolu s branou Pražskou, Svatojilskou a Lubenskou součást středověkého městského opevnění. Vysoká brána je zapsána jako nemovitá kulturní památka. V současné době[kdy?] spravuje bránu Muzeum T. G. M. Rakovník, které vnitřní prostory využívá k výstavním účelům, a ochoz slouží k vyhlídce pro návštěvníky.

## Historie
Vysoká brána vznikla stejně jako ostatní městské brány v Rakovníku na místě jiné starší brány jako součást nově budovaného městského opevnění, k jehož stavbě dal panovník souhlas roku 1471. Dosavadní opevnění již bylo sice tvořeno hradební zdí s baštami i příkopem, avšak městské brány byly i nadále slabým místem opevnění. Roku 1516 bylo započato se stavbou východní Pražské brány, roku 1518 se stavbou severní brány Vysoké, roku 1526 byla postavena západní brána Svatojilská a nakonec roku 1528 jižní brána Lubenská (dvě poslední byly zbořeny roku 1837).
Již roku 1518 bylo započato s přípravou stavebního materiálu, tak aby na jaře roku 1519 byly položeny základy brány. Záměrem stavby, kterou měl na hlavní starost pražský mistr Jan Chochola, bylo, aby věž převyšovala hřeben na severu a umožňovala tak včasné varování před nepřítelem. Výstavbu brány a dost možná i její výšku ovlivnila nehoda vnějšího lešení roku 1521, které hrozilo svým zřícením. Následujícího roku bylo lešení opraveno, avšak v dalším navyšování věže brány již nebylo pokračováno, tehdy už také hlavního stavebníka vystřídal mistr Pavel z Loun. Roku 1523 byla věž brány ozdobena vytesanými erby předních řemeslnických cechů, jež se vázaly k městu: lazebníci, sladovníci, řezníci, soukeníci, pekaři a mlynáři, ševci, krejčí, bečváři, kováři a koželuzi. Bezprostředně poté byl mistrem Jakubem z Městečka (dodal i stavební jeřáb a byl rovněž autorem lešení) zhotoven krov střechy, na který byly upevněny dva „rožně“ z šťáhlavského železa s makovicemi a hvězdami. Následně byla střecha pokryta břidlicí „rabštýnskou“. Roku 1524 byla stavba omítnuta a roku 1527 byl do věže brány osazen zvonec, kterým se bilo na poplach v případě nebezpečí.

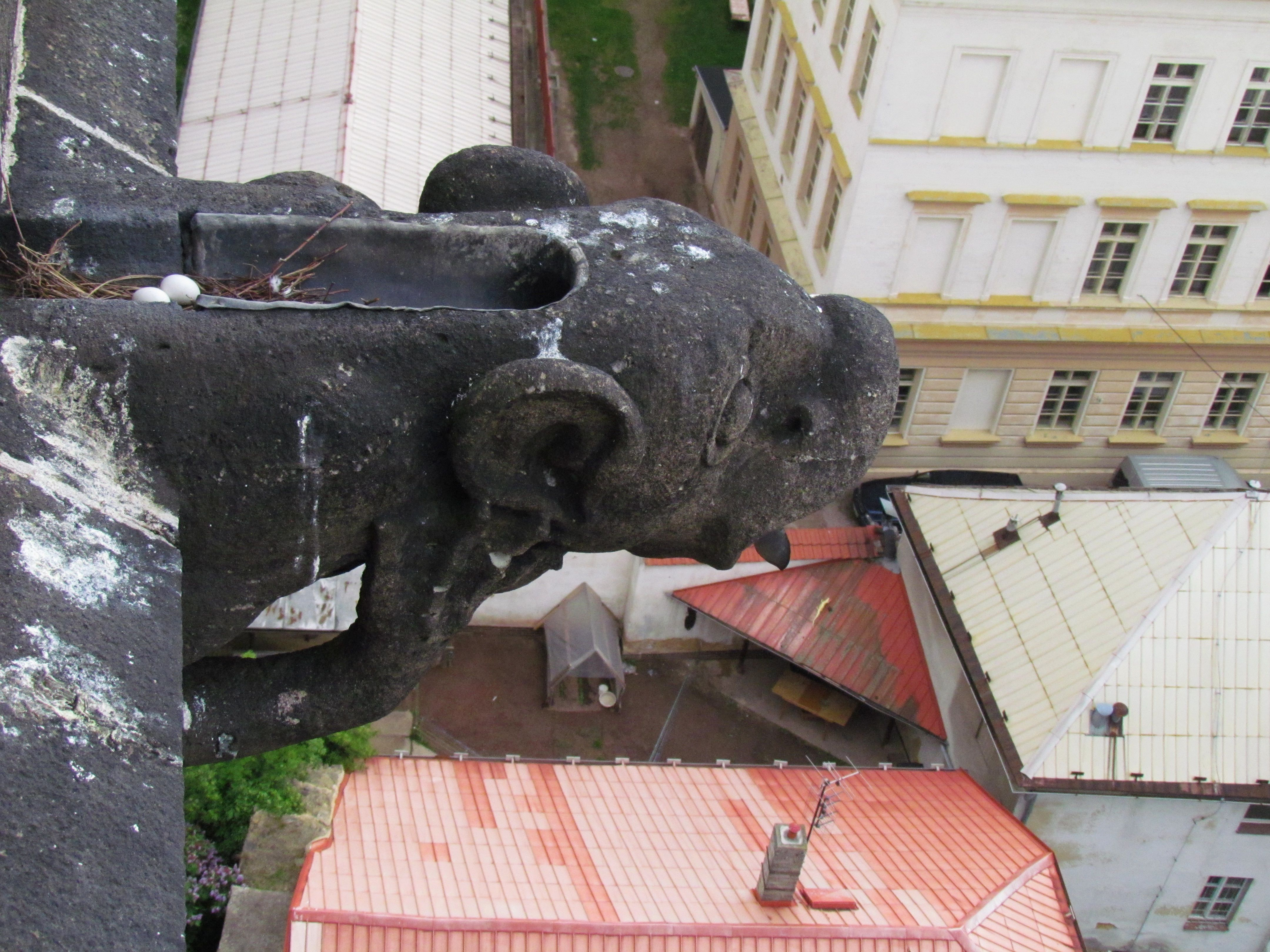
Detail chrliče vody

V roce 1575 byl zvonec vyměněn za nový a přidán k němu i cymbál. Dne 23. července 1646 udeřil do věže brány blesk, který poškodil jednu makovici, střešní krytinu a zabil hlásného i branného, kteří zde žili. Oprava škod byla dokončena 1. září 1646. Spíše historickou zajímavostí je zemětřesení, které 4. prosince 1690 otřáslo věží vysoké brány tak silně, že hlásný z věže utekl a nechtěl se tam již vrátit. 15. srpna 1707 byly sneseny makovice i hvězdy, které byly následně znovu pozlaceny. Střecha byla opravena manětínskou břidlicí. Další velkou rekonstrukcí prošla brána na počátku 20. století.

## Popis
Zdivo Vysoké brány dosahuje výšky 31,3 metrů a spolu se sedlovou střechou krytou břidlicí dosahuje výšky 46 metrů. Vnitřní prostor věže je členěn do pěti pater. První patro, kde bývalo vězení pro dlužníky, se stropem klenutým, ostatní pak se stropem trámovým. První tři patra jsou spojena vnějším točitým schodištěm na východní stěně, zbylá poschodí pak spojuje vnitřní dřevěné schodiště. Na severní i jižní straně jsou na úrovni 4. patra umístěna rozměrná gotická okna s dřevěným žaluziovým krytím. Na úrovni téhož patra na západní stěně je umístěn dochovaný středověký prevét. V 1. až 3. patře jsou na severní i jižní straně věže čtvercová okna. Na straně východní je na úrovni 4. patra obdélné okénko a níže pak zmíněný přístavek točitého schodiště. Ve vikýři střechy na jižní straně byl umístěn cymbál z roku 1581 a v okně níže pak zvonek k bití na poplach. V rozích ochozů jsou umístěny kamenné chrliče v podobě lva, žáby, vepře a měšťana. Zajímavostí brány je na jejím severním průčelí dochované předbraní s ochozem, cimbuřím a křížovými střílnami. Z vnější strany vjezd uzavírala dvojkřídlá vrata, následoval příkop v prostoru předbraní, přes který se z brány spouštěl padací most. Na západní straně brány je vedle vlastní brány i branka pro pěší.